# Seznam medicinskih pripomočkov za respiratorno fizioterapijo
Respiratorna fizioterapija je področje fizioterapije, ki se ukvarja z obolenji dihalnega sistema. Kronični bronhitis, astma, cistična fibroza, emfizem  in druge pljučne bolezni povzročajo težko dihanje, ki močno ovira bolnike pri izvajanju vskodnevnih aktivnosti. 
Cilj respiratorne terapije je izboljšanje pljučne funkcije, povečanje telesne vzdržljivosti in moči, zmanjšanje oteženega dihanja in s tem povečanje bolnikovih funkcionalnih sposobnosti.
Seznam po abecedi navaja medicinske pripomočke za respiratorno fizioterapijo in njihov namen. 
| Ime pripomočka                          | Namen                                                                    | Razno                                                                     |
| --------------------------------------- | ------------------------------------------------------------------------ | ------------------------------------------------------------------------- |
| CF suknjič                              | čiščenje dihalnih poti                                                   | cistična fibroza                                                          |
| Flutter                                 | ekspiratorni trening dihalnih mišic, osnovni pripomoček za izkašljevanje | astma, cistična fibroza, bronhitis, kronična obstruktivna pljučna bolezen |
| Threshold PEP                           | ekspiratorni trening dihalnih mišic                                      | astma, cistična fibroza, bronhitis, kronična obstruktivna pljučna bolezen |
| Threshold IMT                           | inspiratorni trening dihalnih mišic                                      | astma, cistična fibroza, bronhitis, kronična obstruktivna pljučna bolezen |
| Acapella                                | trening dihalnih mišic, nadgradnja Flutterja                             | astma, cistična fibroza, bronhitis, kronična obstruktivna pljučna bolezen |
| masator                                 | čiščenje dihalnih poti                                                   | cistična fibroza                                                          |
| Spirotiger                              | trening dihalne muskulature (zvišuje FEV1)                               | astma, cistična fibroza, bronhitis, kronična obstruktivna pljučna bolezen |
| Spiroball                               | inspiratorni trening dihalne muskulature                                 | astma, cistična fibroza, bronhitis, kronična obstruktivna pljučna bolezen |
| Triball                                 | inspiratorni trening dihalne muskulature                                 | astma, cistična fibroza, bronhitis, kronična obstruktivna pljučna bolezen |
| PEF meter - mehanski                    | spremljanje stanja dihalnih poti                                         | astma, cistična fibroza, bronhitis, kronična obstruktivna pljučna bolezen |
| PEF meter - elektronski                 | spremljanje stanja dihalnih poti                                         | astma, cistična fibroza, bronhitis, kronična obstruktivna pljučna bolezen |
| Obstaja pa še nekaj drugih pripomočkov. |                                                                          |                                                                           |